# Louis-Philippe Mouchy
Louis-Philippe Mouchy, né le 31 mars 1734 à Paris, où il est mort le 10 décembre 1801, est un sculpteur français.

## Biographie
Fils du boulanger Jacques Mouchy et de Madeleine Dupuy, Mouchy entra dans l’atelier d’un maître de dessin qu’il quitta ensuite pour celui du sculpteur Pigalle, qui le prit en amitié et l’introduisit dans sa maison comme un parent.
Il voyagea très jeune en Italie, à ses frais. À son retour, il fut agréé à l’Académie royale, en 1766, et reçu académicien le 25 juin 1768 avec un jeune berger, figure demi-proportion comme morceau de réception. Il en fit une, d’Harpocrate, peu d’années après, qui acheva sa réputation et fut placée au Luxembourg dans un jardin particulier. Mouchy exécuta, trois statues de la collection des grands hommes pour le roi ; les deux premières, Sully et Le duc de Montauzier, placées dans la salle des séances publiques de l’Institut, la troisième, Luxembourg, dans la galerie du premier Consul.
Mouchy exposa, pour la première fois, en 1769, et, depuis ce moment, il exposa régulièrement, montrant, en 1773, son Maréchal de Luxembourg, destiné à l’École militaire ; en 1781, le modèle d’une statue du duc de Montausier ; en 1783, un Saint-Germain-l’Auxerrois et un Saint-Jean-Baptiste ; en 1785, le modèle d’une autre statue du maréchal de Luxembourg, commandée par le roi ; elle fut, en 1791, produite en marbre, au Salon. En 1801, Mouchy montra son buste de Sully.
À son retour, il est agréé à l’Académie royale, en 1766, et reçu académicien le 25 juin 1768 avec un Berger assis, figure demi-proportion comme morceau de réception. Il en fait une autre, Harpocrate, peu d’années après, qui achève sa réputation et est placée au Luxembourg dans un jardin particulier. Mouchy exécute trois statues de la collection des grands hommes pour le roi, initiée par le comte d'Angiviller : les deux premières, Sully et Le duc de Montauzier, placées dans la salle des séances publiques de l’Institut, la troisième, Luxembourg, dans la galerie du premier Consul.
Professeur à l’école spéciale de Peinture et Sculpture depuis 1776, Mouchy avait épousé, Élisabeth-Rosalie Pigalle (1742-1811), fille de Pierre Pigalle, peintre du Roy et frère de Jean-Baptiste ; il eut une fille, Marie-Élisabeth-Sophie, qui épousa le peintre-graveur Philibert-Louis Debucourt.
ll mourut, aux galeries du Louvre, rue des Orties, no 12, le 19 frimaire an III, à l’âgé de 67 ans et 9 mois.

## Sources
- Auguste Jal, Dictionnaire critique de biographie et d’histoire, Paris, Plon, 1867, p. 67.
- Charles Paul Landon, Nouvelles des arts, peinture, sculpture, architecture et gravure, Paris, Didot jeune, 1801, p. 38.